# Talentmanagement
Talentmanagement bezeichnet die Gesamtheit personalpolitischer Maßnahmen in einer Organisation zur langfristigen Sicherstellung der Besetzung kritischer Rollen und Funktionen.

Priorisierung von Zielgruppen

Talentmanagement ist ein Segment des Human Resource Managements, das sich auf für den Unternehmenserfolg wichtige Zielgruppen richtet, für die es zugleich einen vergleichsweise hohen Personalbedarf im Unternehmen gibt. Entsprechend ist eine Priorisierung von Zielgruppen meist der erste Schritt bei der Entwicklung eines Talentmanagementsystems. Das Talentmanagement gewinnt zudem an Bedeutung als Attraktivitätsfaktor für Arbeitgeber im Sinne des Employer Branding.

## Ursprung
Talentmanagement kann als Reaktion auf veränderte Bedingungen in den globalen Märkten verstanden werden, die insgesamt zu einem schärfer werdenden Wettbewerb um qualifizierte und talentierte Mitarbeiter beitragen:
- Der demografische Wandel führt zunehmend zu einem Mangel an Fach- und Führungskräften vorwiegend in den westlichen Industrieländern.
- Der Wandel hin zur Wissensgesellschaft weckt einen gesteigerten Bedarf an qualifizierten und kreativen Mitarbeitern
- Innovation und Innovationsfähigkeit entwickelte sich in den westlichen Industrieländern zum entscheidenden Faktor für Wettbewerbsfähigkeit. Damit einher geht ein besonderer Bedarf an innovationsfähigem Personal
- Es besteht ein allgemeiner Trend, dass die Loyalität qualifizierter Mitarbeiter gegenüber ihrem Arbeitgeber sinkt
- Das Internet erhöht dramatisch die Transparenz der Arbeitsmärkte, wodurch der Wettbewerb um qualifizierte und talentierte Mitarbeiter an Schärfe zugenommen hat
- Durch die Globalisierung ergibt sich einerseits ein höheres Angebot an hoch qualifizierten Arbeitnehmern, andererseits besteht auch die Gefahr der Abwanderung der Talente[2][3].

Sprichwörtlich wurde dieser Wettbewerb durch den Titel des Buches „The War for Talent“ von Ed Michaels, Helen Handfield-Jones, und Beth Axelrod, in dem erste Ansätze des Talentmanagements skizziert werden.

## Grundprinzipien
Talentmanagement ist durch eine Reihe an Grundprinzipien charakterisiert, die sich in unterschiedlicher Weise in den praktischen Ansätzen des Talentmanagement widerspiegeln.
- Der Mangel an qualifiziertem Personal in den Arbeitsmärkten zwingt Unternehmen dazu, Mitarbeiter aktiv zu gewinnen. Hierbei kommen Ansätze aus dem Marketing (Insbesondere der Markenbildung) und dem Vertrieb zum Tragen. Traditionelle, eher passiv ausgerichtete Maßnahmen der Mitarbeiterrekrutierung versagen zunehmend bei der Gewinnung raren, qualifizierten Personals.
- Unternehmen haben zwei Möglichkeiten auf den Mangel zu reagieren: (1) durch aktive, wettbewerbsorientierte Methoden der Personalgewinnung und -bindung Personal von Extern für kritische Rollen und Funktionen zu finden, binden und gewinnen. Oder (2) langfristig talentierte Mitarbeiter systematisch zu entwickeln, um langfristig Bedarfe intern decken zu können.
- In diesem Sinne ist Talentmanagement wettbewerbsorientiert, aktiv, zuweilen aggressiv und stellt das Talent in den Mittelpunkt der Aktivitäten. Talentmanagement ist insofern vergleichbar mit unternehmerischen Bemühungen, die den Kunden in den Mittelpunkt des Denkens und Handeln rücken.
- Der Begriff Talent wird im Rahmen des Talentmanagement uneinheitlich genutzt. Zum einen wird Talent im Sinne seiner traditionellen Definition verwendet im Sinne von Begabung und Potential, aber auch im Sinne von Menschen mit Talent.
- Talentmanagement fokussiert auf kritische Zielgruppen und somit auf eher kleine Gruppen von (potentiellen) Mitarbeitern und Führungskräften[4]. Insofern handelt es sich bei Talentmanagement tendenziell um einen Elite-Ansatz.

## Disziplinen und Maßnahmen
Talentmanagement umfasst eine Vielzahl von Einzelmaßnahmen und stellt insofern eine kompositorische personalpolitische Leistung dar. Hierbei kann im Wesentlichen zwischen internen und externen Maßnahmen unterschieden werden, die den Aufgaben Gewinnung, Identifikation, Entwicklung und Einsatz zugeordnet werden können, wobei die ersten zwei Aufgaben eher extern, die letzteren zwei eher intern fokussiert sind.

Talentmanagement

### Gewinnung
Das Ziel der Gewinnung besteht insgesamt darin, langfristige, enge, persönliche Beziehungen zu vielversprechenden, talentierten Kandidaten und Mitarbeitern aufzubauen und zu halten. Hierbei spielen der Aufbau einer zielgruppenorientierten Arbeitgebermarke, die Candidate Experience, das Talent Relationship Management und die Mitarbeiterbindung eine wichtige Rolle.

### Identifikation
Kernaufgabe des Talentmanagement ist es, intern und extern talentierte und für das Unternehmen langfristig vielversprechende Menschen (Kandidaten, Mitarbeiter) ausfindig zu machen. Extern geschieht dies durch aktive Maßnahmen des Personalmarketing (Active Sourcing) und primär durch die Nutzung natürlicher sozialer Netzwerke mittels Mitarbeiterempfehlungsprogrammen.
Intern erfolgt eine Identifikation talentierter Mitarbeiter meist im Rahmen dedizierter, sogenannter Talent Review Meetings in welchen Mitarbeiter durch Manager entlang ihrer Leistung und ihres zukünftigen Potentials eingeschätzt werden. Mitarbeiter, die eine hohe Leistung zeigen und denen zugleich ein hohes Potential zugesprochen wird, werden meist als High-Potentials bezeichnet.

### Entwicklung
Entwicklung ist primär eine interne Aufgabe des Talentmanagement, bei welcher High-Potentials bestimmte Entwicklungsmaßnahmen erfahren. Ein zentrales Instrument ist hierbei die systematische Zuweisung besonders herausfordernder Aufgaben (Stretch Roles), Entsendungen ins Ausland aber auch das Angebot besonderer Trainingsmaßnahmen, wie etwa die Möglichkeit, begleitend zu deren beruflicher Tätigkeit ein Masterstudium zu absolvieren. Darüber hinaus erfahren High-Potentials nicht selten eine professionelle Karriereberatung. Im Rahmen von regelmäßigen Mitarbeitergesprächen erhalten High-Potentials kontinuierlich Rückmeldung über ihre Leistung was zu deren Lernentwicklung beiträgt. Es sind aber auch externe Maßnahmen für Personen, die aktuell nicht im jeweiligen Unternehmen beschäftigt sind denkbar, wie zum Beispiel die Vergabe von Stipendien.

### Einsatz
Die zuvor beschriebenen Aufgaben münden schließlich in die Talentmanagement-Aufgabe, High-Potentials und vielversprechende (externe) Kandidaten systematisch einzusetzen. Dies erfolgt mit dem ultimativen Ziel, kritische Rollen und Funktion bestmöglich auszufüllen. Hierbei spielen interne Talentmärkte (Talent Pools), und Methoden der Nachfolgeplanung eine zentrale Rolle.

## Gestaltungsrahmen des Talentmanagements
Ein funktionierendes Talentmanagement setzt eine Reihe wichtiger Rahmenbedingungen voraus, auf die ein Unternehmen gezielt Einfluss nehmen kann. Dieser Gestaltungsrahmen ist für das Verständnis eines Talentmanagement Systems von erheblicher Bedeutung. Zu diesem Gestaltungsrahmen gehören die Faktoren Führung, Organisation, Controlling, Technologie, Kultur und Integration in das Human Resource Management.

### Führung
Führungskräfte sind die wichtigsten Akteure im Rahmen eines Talentmanagement. Sie sind im Wesentlichen für die erfolgreiche Umsetzung der oben aufgezeigten Disziplinen verantwortlich. Ausgangspunkt hierbei ist die sichtbare Verpflichtung des Top-Management gegenüber der Bedeutung das Talentmanagement für den Unternehmenserfolg.

### Organisation
Ein funktionierendes Talentmanagementsystem setzt klare Verantwortlichkeiten voraus. Während die Führungskräfte als wichtigste Akteure für die Umsetzung verantwortlich sind, kommt der Personalabteilung insbesondere eine koordinierende Rolle zu. Eine wesentliche Herausforderung besteht darin, die erforderlichen Kompetenzen auf Seiten der Führungskräfte sicherzustellen.

### Controlling
Talentmanagement erfordert die Erfassung relevanter Key Performance Indicators (KPIs). Typische Indikatoren sind:
- Die Anzahl identifizierter High-Potentials pro Organisationseinheit
- Der Anteil interner Besetzungen bei kritischen Rollen und Funktionen
- Die Leistung, Zufriedenheit und Loyalität identifizierter High-Potentials
- Die Bekanntheit und Beliebtheit des Unternehmens auf dem Arbeitsmarkt (insbesondere bei den kritischen Zielgruppen)
- Schnelligkeit bei der Besetzung kritischer Rollen und Funktionen (Time-to-Fill)

### Technologie
Unternehmen setzen in zunehmendem Maße geeignete Informationstechnologie ein, um Talentmanagement umzusetzen. Technologie unterstützt insbesondere bei der Rekrutierung, beim Einsatz und bei der Ermittlung von KPIs.

### Kultur
Talentmanagement setzt eine entsprechende Unternehmenskultur voraus, die Talent in den Mittelpunkt des Denkens und Handelns stellt. Talentmanagement wird nicht als Aufgabe der Personalabteilung gesehen, sondern als zentraler Faktor im Hinblick auf die Wettbewerbsfähigkeit erkannt. Diese Werthaltung wird von allen Akteuren gelebt.